# フラクタルアート

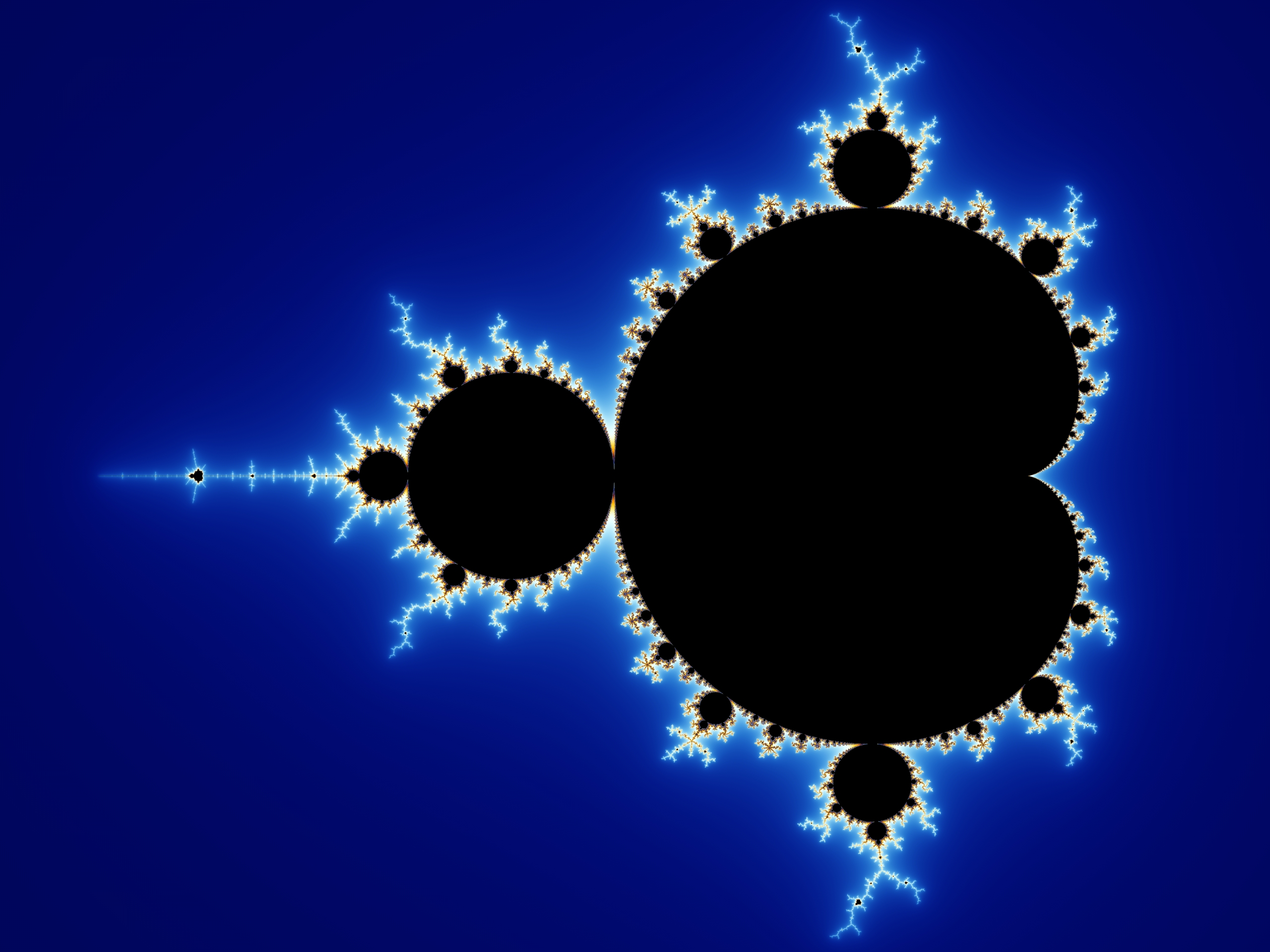
マンデルブロ集合を描画したもの。典型的なフラクタルアートの一種

フラクタルアート（英：Fractal art）とは、フラクタルなオブジェクトを計算し、計算結果を静止画像、アニメーション、音楽などで表した芸術作品である。フラクタルアートは通常、コンピュータの支援によって作成される。

## 概要
フラクタルアートは、アーティストがその構築にどう関与するか、生み出される作品をどの程度制御できるかで以下の4つに分類される。
エスケープタイム・フラクタル
繰り返すべき方程式とそのパラメータ、繰り返しを行う座標（一般に興味深い図形を含む座標付近の非常に小さい領域を指定）を選択する。また、その描画方法として色の割り当てなどを設定する。本来、純粋に数学的なものであり、非常に複雑であることが多い。この種のフラクタルの例としては、マンデルブロ集合、リアプノフ・フラクタル、バーニングシップ・フラクタルなどがある。この種のフラクタルを描画するソフトウェアとしてはUltra Fractalなどがある。
L-systemなどの置換規則に基づいた構築
ペアノ曲線、ヒルベルト曲線、シェルピンスキーのギャスケット、メンガーのスポンジ、コッホ曲線などがある。確率的な要素を取り入れて、図形の置換や規則の適用に無作為性を導入するのが一般的である。特に樹木などの自然物の形状を生み出すのに使われることが多い。デザインは単純な幾何学（角度と長さ）に基づいており、規則体系によってどのような図形ができるかを予測可能である。実時間で描画可能なので、後から詳細を調整するのが容易である。
反復関数系 (IFS) を利用したフラクタル（フラクタルフレームなど）
形と色を分かりやすい全体パターンの縮小版で決定し、変換行列と変形をフラクタルソフトウェアに入力して視覚的にリアルタイムで表示する。他の傾向として無作為のフラクタルから開始して人間の手でそれを編集するものである（パラメータは多数存在し、それぞれ独立している）。この種のソフトウェアとしてはApophysisが知られる。
フラクタル地形（フラクタルノイズの確率論的合成）
いくつかの高度に抽象化されたパラメータを与え、擬似乱数の設定を様々に変化させる。
これらのフラクタルが、デジタルアートやアニメーションに使われてきた。マンデルブロ集合のような2次元のフラクタルから始まり、テクスチャ生成、植物の成長シミュレーション、地形生成などの芸術的な応用が生まれた。
フラクタルと人間の補助を伴う進化的アルゴリズムを組み合わせ、見た目の芸術性を重視して種を選び、作品を進化させていく手法もある。Electric Sheepプロジェクトは分散コンピューティングのプロジェクトであり、参加者のパーソナルコンピュータのスクリーンセーバー上でフラクタルフレーム描画ソフトを動作させ、各人がその結果を「評価」することにより、より良いフラクタルアートを集積しようとしている。